# Tate Modern
Pour les articles homonymes, voir Tate (musées) et Tate.
La Tate Modern est le musée qui, depuis son ouverture le 13 mai 2000, regroupe la collection nationale d'art moderne et d'art contemporain international, provenant originellement de la Tate Gallery. Elle est située dans le centre de Londres, à Bankside, dans le district de Southwark, sur la rive droite de la Tamise.
Construite dans une centrale électrique désaffectée conçue en 1891 par Giles Gilbert Scott — la Bankside Power Station —, elle constitue l'un des hauts lieux du nouveau Londres. L'ancienne salle des machines a été reconvertie en un immense hall servant à des expositions exceptionnelles. C’est le cabinet d'architectes Herzog & de Meuron qui fut chargé en 1995 de la reconversion. La Tate Modern se situe à quelques pas du Millennium Bridge et est proche du Théâtre du Globe. L'accès peut se faire en train en descendant à London Blackfriar, en métro à l'arrêt Southwark ou en bus en descendant à l'arrêt Tate Modern de la ligne RV1.
La collection est organisée autour d'une série de parcours thématiques, plutôt que de façon chronologique. La Tate Modern déploie sept niveaux consacrés à la création artistique des XXe et XXIe siècles, dont deux consacrés aux expositions permanentes.

## Histoire
Dans un contexte de crise économique liée à la pandémie de Covid-19 en 2020, la Tate licencie plus de 300 de ses employés.

## Extension du musée
Accolée à la centrale électrique désaffectée dans laquelle a été installée la Tate Modern, sur la rive sud de la Tamise, une extension, conçue par les mêmes architectes suisses, Jacques Herzog et Pierre de Meuron auteurs du premier bâtiment, et qui devrait coûter 358 millions d'euros, a ouvert ses portes en juin 2016, : il s'agit de la Switch House ("maison tordue"), le premier bâtiment prenant le nom de Boiler House. Sur les 23 600m2 du New Tate Modern, une première partie d'une superficie de 2 000 m2, les Oil Tanks, deux anciens réservoirs de mazout transformés, sont destinées aux performances, à la danse et au cinémas expérimental,.

## Principales expositions
- Salvador Dalí
- Louise Bourgeois
- Giorgio Morandi
- Katharina Fritsch
- Juan Muñoz
- Andy Warhol
- Eija-Liisa Ahtila
- Chris Marker
- Barnett Newman
- Eva Hesse
- Max Beckmann
- Paul McCarthy
- Olafur Eliasson
- Donald Judd
- Constantin Brâncuși
- Edward Hopper
- Luc Tuymans
- Francesco Clemente
- Hélio Oiticica
- Claire Harvey
- Amrita Sher-Gil
- Gilbert & George
- Peter Fischli et David Weiss
- Pierre Huyghe
- Bill Fontana
- Tadashi Yamaneko
- Dan Perjovschi
- Martin Kippenberger
- Doris Salcedo
- René Magritte
- Fernand Léger
- Nicola L.
- Pablo Picasso

## Quelques œuvres
- Bacon :
  - Triptyque
  - Trois études de figures au pied d'une crucifixion
- Braque :
  - La Mandore
  - Le Verre sur la table
- Dali :
  - Métamorphose de Narcisse
  - Cannibalisme de l'automne
- De Chirico : L'Incertitude du poète
- Delaunay : Rythme sans fin
- Ernst :
  - L'Éléphant de Célèbes
  - Pietà ou La Révolution la nuit
- Hockney :
  - A Bigger Splash
  - M. and Mrs Clark and Percy
- Kandinsky : Balancement
- Léger : L'Acrobate et sa partenaire
- Lichtenstein : Whaam!
- Magritte :
  - L'Homme au journal
  - L'Avenir des statues
- Matisse : L'Escargot
- Modigliani :
  - Le Petit Paysan
  - Madame Zborowska
- Mondrian : Composition avec jaune, bleu et rouge
- Munch : L'Enfant malade
- Picasso :
  - Les Trois Danseuses
  - La Femme qui pleure
- Tanguy : Les Transparents
- Toulouse Lautrec : Portrait d'Émile Bernard
- Warhol : Diptyque Marilyn

## Galerie

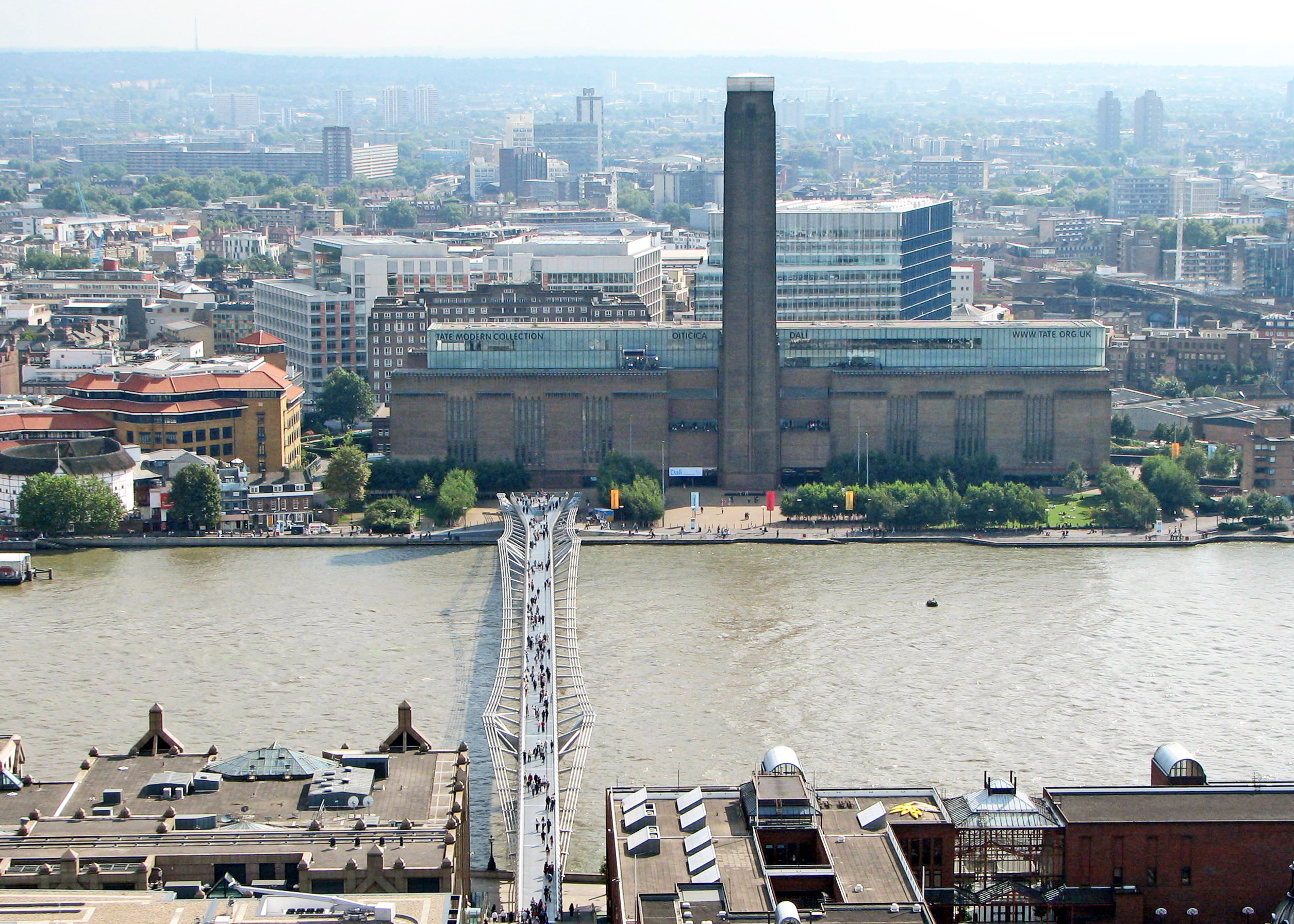
Tate Modern et le Millennium Bridge.
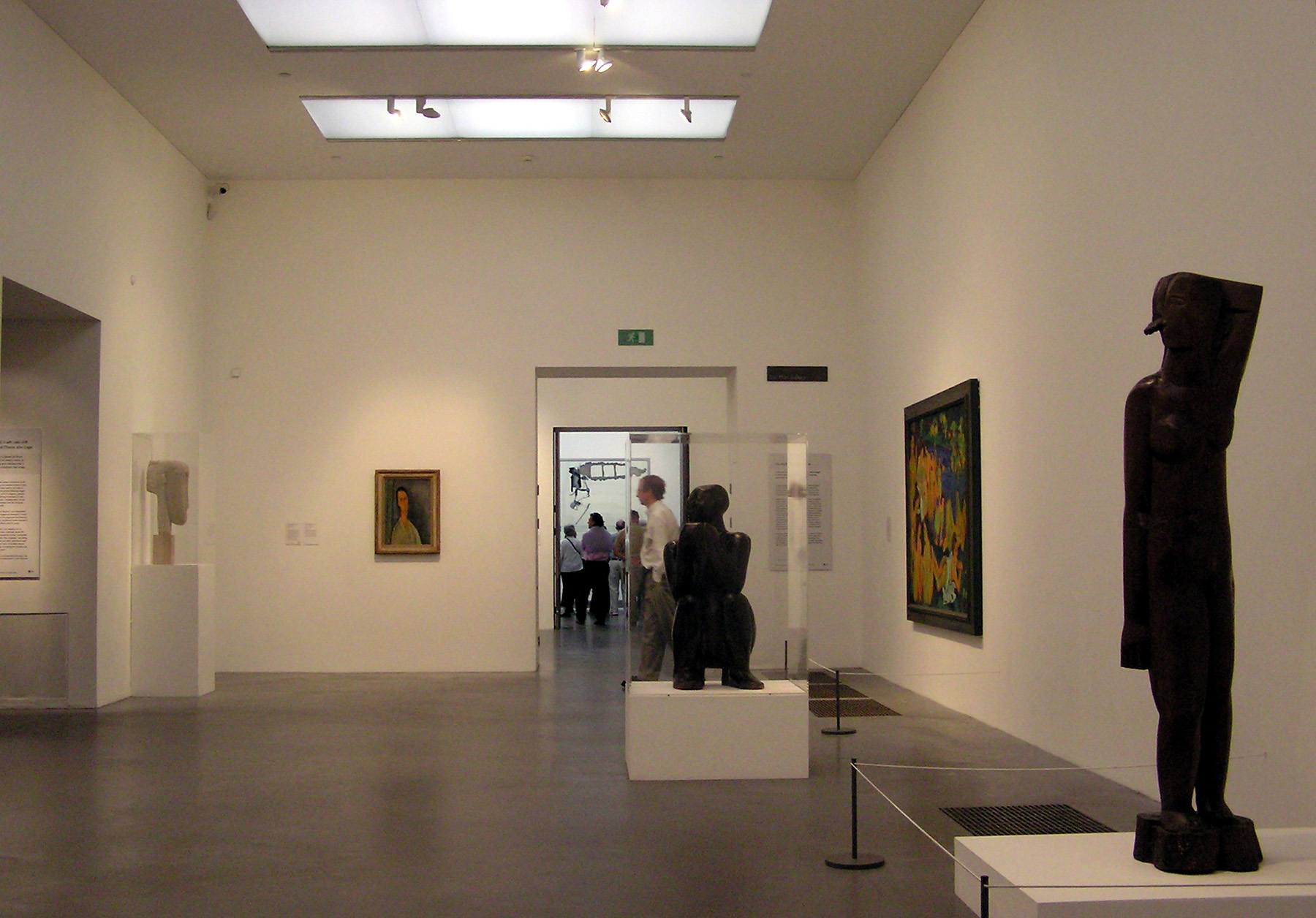
Une salle à la Tate Modern.
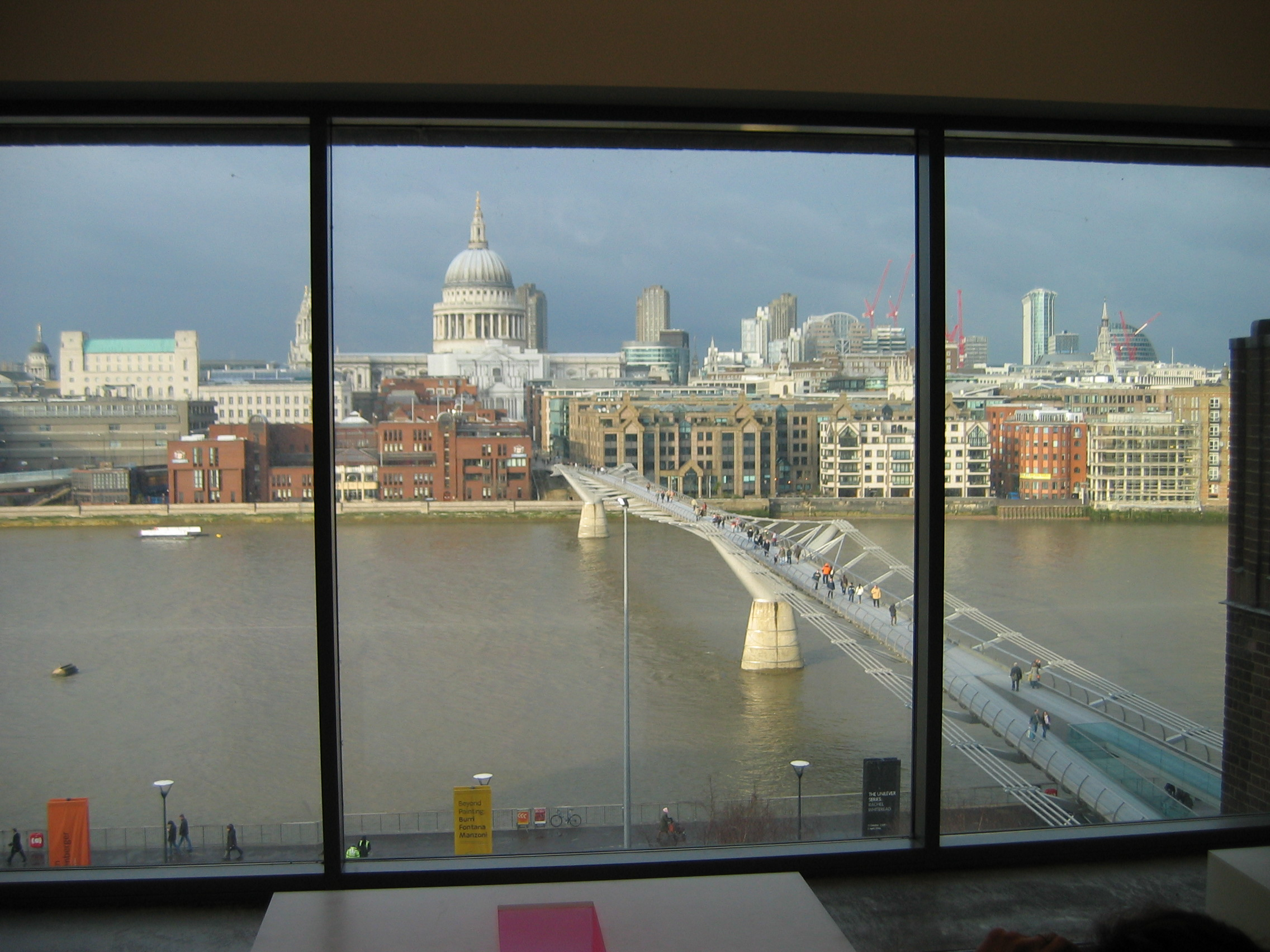
Vue depuis l'intérieur du musée.